# هری پاتر و یادگاران مرگ
هری پاتر و یادگاران مرگ (به انگلیسی: Harry Potter and the Deathly Hallows) نام هفتمین و از مجموعهٔ کتاب‌های داستانی هری پاتر است. این کتاب در ۲۱ ژوئیه ۲۰۰۷ به بازار عرضه شد.
کتاب هفتم به ویژه از این نظر هیجان انگیز است که سرنوشت نهایی قهرمانان مجموعه داستان‌های هری پاتر را روایت می‌کند.
نسخه انگلیسی کتاب هری پاتر و یادگاران مرگ در ساعت ۰۰:۰۱ روز ۲۱ ژوئیه ۲۰۰۷ به وقت محلی کشورهای مختلف جهان در کتاب‌فروشی‌های بیش از ۹۳ کشور جهان از جمله ایران پخش شد.

## داستان کتاب
داستان از خانه لوسیوس مالفوی آغاز می‌شود. جایی که لرد ولدمورت و مرگ‌خواران نقشه به قتل رساندن هری پاتر را به دلیل بی‌اثر شدن جادوی باستانی مادرش در هفدهمین سالروز تولد او می‌کشند.
در همین حال هری به همراه رون و هرماینی به دنبال جان‌پیچ‌های ولدمورت (گنجینه‌هایی که ولدمورت تکه‌هایی از روح خود را در آن‌ها برای رسیدن به جاودانگی گذاشته‌است) ماجراهایی را دنبال می‌کنند که به کشته شدن بعضی از شخصیت‌های اصلی داستان می‌انجامد و در این راه هری به راز وسیله‌های مرگباری که صاحبش را به قدرت ارباب مرگ بودن می‌رساند پی می‌برد که آن‌ها از ۳ چیز تشکیل شده‌اند:
- ابرچوبدستی که به نام‌های چوب مرگ و چوبدستی سرنوشت نیز معروف است (یک چوبدستی از چوب درخت اقطی-یاس کبود- که آخرین صاحبش دامبلدور بوده‌است)
- سنگ زندگی مجدد (سنگ انگشتر پدربزرگ ولدمورت که توسط دامبلدور در کتاب ششم، جان‌پیچ درون آن نابود شد)
- شنل نامرئی اصلی (شنلی که از پدر هری به او ارث رسیده‌است)

در این کتاب دربارهٔ گذشتهٔ دامبلدور به این حقیقت پی می‌بریم که پدر دامبلدور، «پرسیوال»، جنون مشنگ‌آزاری نداشته و در «آزکابان» (زندان جادوگرها) مرده‌است.
همچنین مشخص می‌شود اسنیپ شخصیت منفوری نیست، بلکه در واقع طرفدار دامبلدور بوده که خود را در میان طرفداران لرد سیاه جازده بوده تا محفل ققنوس را از نقشه‌ها باخبر کنند. اسنیپ به دست لرد ولدمورت برای بدست آوردن مالکیت ابرچوبدستی کشته می‌شود و به هنگام مرگ خاطرات خود را به هری منتقل می‌کند و در اینجاست که هری می‌فهمد اسنیپ علاوه بر اینکه همواره طرفدار او بوده، مادر هری را هم از صمیم قلب دوست داشته و در واقع عاشقش بوده‌است و به علت عشق به مادر هری سپر مدافع او نیز مثل سپر مدافع مادر هری یک گوزن ماده بوده‌است. غیر از اسنیپ تعداد زیادی هم در این قسمت کشته می‌شوند از جمله «هدویگ» جغد هری، الستور مودی، دابی جن خانگی، فرد ویزلی، ریموس لوپین، نیمفادورا تانکس و …
فصل آخر به رودررویی هری و دشمن اصلیش، لرد ولدمورت، می‌پردازد.
در پایان ۱۹ سال بعد هری و جینی ویزلی ازدواج کرده و سه فرزند با نام‌های جیمز، آلبوس سوروس و لیلی دارند و در کنار آن‌ها هم رون ویزلی و هرماینی گرنجر هم با هم ازدواج کرده و دو فرزند دارند و هری پدرخوانده فرزند لوپین، «تد لوپین» شده‌است.
و کتاب با این جمله تمام می‌شود: «۱۹ سال بود که جای زخم هری درد نگرفته بود. همه چیز عالی بود.»